# Венер, Маркус
Маркус Венер (род. 24 августа 1963 года, Фульда, Германия) — немецкий журналист, политолог, аналитик, автор статей и корреспондент ведущей немецкой межрегиональной газеты «Frankfurter Allgemeine Zeitung».

## Деятельность
Венер изучал историю Восточной Европы, политологию и славистику во Фрайбурге, Москве и Берлине. В 1992 году он сдал экзамен на степень магистра в Свободном университете Берлина. С 1992 года он был внештатным сотрудником газеты Frankfurter Allgemeine Zeitung, специализирующейся на гуманитарных науках и политических книгах. В 1996 году он получил докторскую степень, защитив диссертацию о советской крестьянской политике в 1920-х годах.
В октябре 1996 года Венер присоединился к редакции новостей FAZ. Он был корреспондентом в Москве в течение пяти лет, с октября 1999 года. С осени 2004 года он является корреспондентом воскресной газеты Frankfurter Allgemeine в Берлине.
В 2008 году Маркус Венер модерировал 12-й осенний доклад Федеральной службы по защите конституции Гессена, а в 2009 году — 8-го симпозиума Федерального ведомства по защите конституции на тему «Насильственный экстремизм и терроризм в условиях экономического кризиса — опасность для демократии?»
В 2017 году после беспорядков на G-20 в Гамбурге он раскритиковал программу финансирования Федерального министерства по делам семьи, пожилых людей, женщин и молодёжи (BMFSFJ), заявив, что Жизнь в демократии будет вкладывать мало средств в проекты по борьбе с левым экстремизмом.

## Публикации
- с Эккартом Лозе[нем.]: Rosenkrieg. Die große Koalition 2005—2009. Köln 2009.
- с Эккартом Лозе: Guttenberg. Biographie. München 2011.
- с Эккартом Лозе: Steinbrück. Biographie. München 2012.
- Putins Kalter Krieg: Wie Russland den Westen vor sich hertreibt. 2016.

## Награды
Журналист года 2011 (Medium Magazin) с Эккартом Лозе.